# Schewtschenkowe (Mykolajiw)
Schewtschenkowe (ukrainisch Шевченкове; russisch Шевченково Schewtschenkowo) ist ein Dorf im Süden der ukrainischen Oblast Mykolajiw mit etwa 3100 Einwohnern (2004).

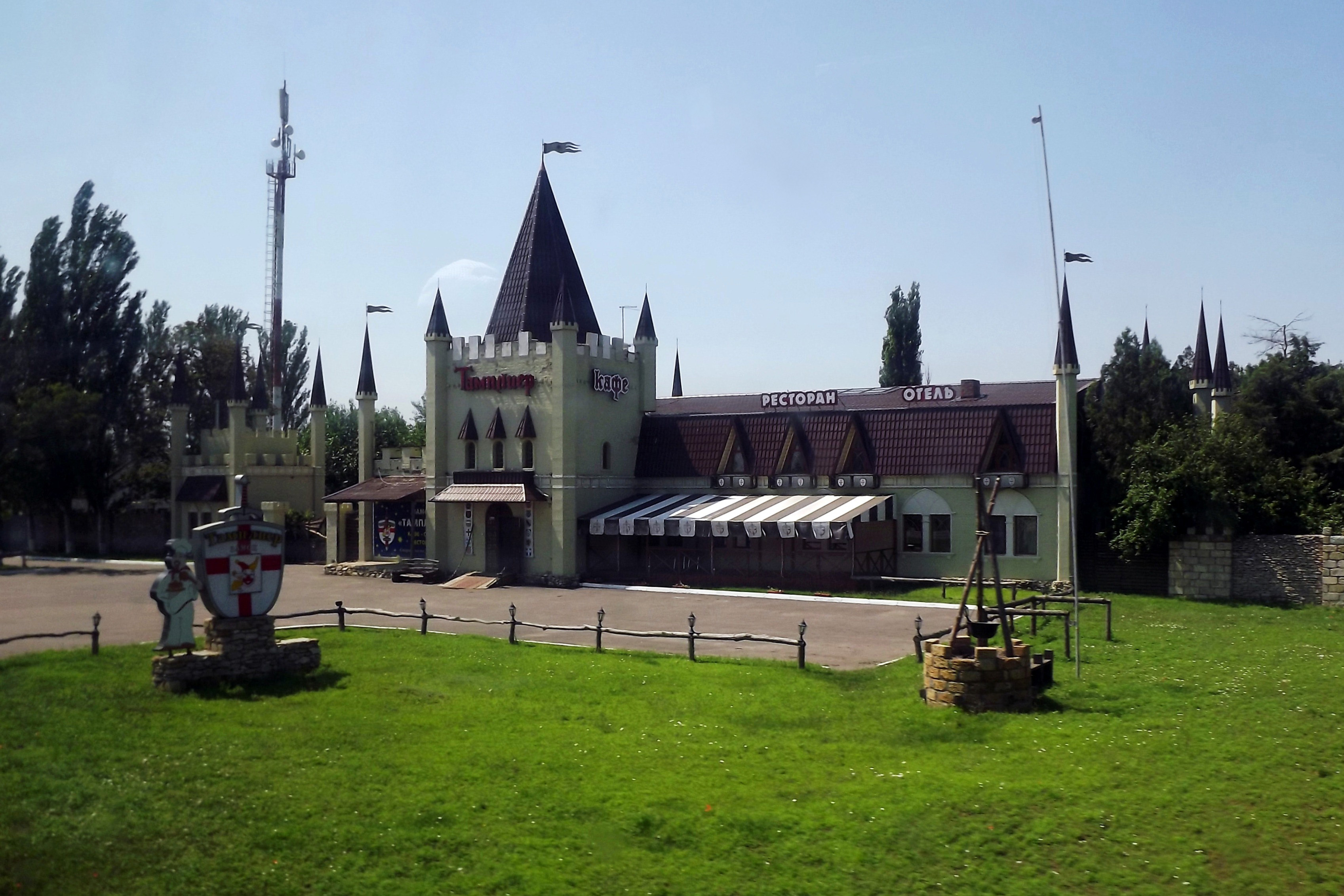
Gebäude im Ort

Das nach dem ukrainischen Nationaldichter Taras Schewtschenko benannte Dorf wurde 1929 gegründet und liegt im Rajon Witowka 29 km südöstlich von Mykolajiw an der Fernstraße M 14/ E 58. Das Dorf besitzt eine Bahnstation an der Bahnstrecke Mykolajiw-Cherson.

## Verwaltungsgliederung
Am 2. September 2016 wurde das Dorf zum Zentrum der neugegründeten Landgemeinde Schewtschenkowe (ukrainisch Шевченківська сільська громада/Schewtschenkiwska silska hromada), zu dieser zählten auch noch die 8 in der untenstehenden Tabelle aufgelistetenen Dörfer sowie die Ansiedlungen Lutsch, Polihon und Wodnyk, bis dahin bildete es zusammen mit den Dörfern Nowohryhoriwka und Sorja sowie der Ansiedlung Lutsch die gleichnamige Landratsgemeinde Schewtschenkowe (Шевченківська сільська рада/Schewtschenkiwska silska rada) im Südosten des Rajons Witowka.
Am 12. Juni 2020 kamen noch die Dörfer Bohorodyzke, Mykolajiwske, Nowokijiwka, Schmidtowe und Wawylowe sowie die Ansiedlungen Ljubomyriwka, Snamjanka, Ternowi Pody und Zentralne aus dem Rajon Snihuriwka zum Gemeindegebiet.
Am 17. Juli 2020 kam es im Zuge einer großen Rajonsreform zum Anschluss des Rajonsgebietes an den Rajon Mykolajiw.
Folgende Orte sind neben dem Hauptort Schewtschenkowe Teil der Gemeinde:
| Name                     | Name           | Name                            |
| ukrainisch transkribiert | ukrainisch     | russisch                        |
| ------------------------ | -------------- | ------------------------------- |
| Bohorodyzke              | Богородицьке   | Богородицкое (Bogorodizkoje)    |
| Kotljarewe               | Котляреве      | Котлярёво (Kotljarjowo)         |
| Ljubomyriwka             | Любомирівка    | Любомировка (Ljubomirowka)      |
| Lutsch                   | Луч            | Луч                             |
| Mykolajiwske             | Миколаївське   | Николаевское (Nikolajewskoje)   |
| Myrne                    | Мирне          | Мирное (Mirnoje)                |
| Nowohryhoriwka           | Новогригорівка | Новогригоровка (Nowogrigorowka) |
| Nowokijiwka              | Новокиївка     | Новокиевка (Nowokijewka)        |
| Noworuske                | Новоруське     | Новорусское (Noworusskoje)      |
| Oleniwka                 | Оленівка       | Оленовка (Olenowka)             |
| Polihon                  | Полігон        | Полигон (Poligon)               |
| Schewtschenkowe          | Шевченкове     | Шевченково (Schewtschenkowo)    |
| Schmidtowe               | Шмідтове       | Шмидтово (Schmidtowo)           |
| Selenyj Haj              | Зелений Гай    | Зелёный Гай (Seljony Gai)       |
| Snamjanka                | Знам'янка      | Знаменка (Snamenka)             |
| Sorja                    | Зоря           | Заря (Sarja)                    |
| Ternowi Pody             | Тернові Поди   | Терновые Поды (Ternowyje Pody)  |
| Wawylowe                 | Вавилове       | Вавилово (Wawilowo)             |
| Wodnyk                   | Водник         | Водник (Wodnik)                 |
| Zentralne                | Центральне     | Центральное (Zentralnoje)       |